# Phaedropsis impeditalis
Phaedropsis impeditalis is een vlinder uit de familie van de grasmotten (Crambidae). De wetenschappelijke naam van deze soort is voor het eerst gepubliceerd in 1871 door Gottlieb August Wilhelm Herrich-Schäffer.
Deze soort komt voor in Cuba.